# Premio Bancarella
Il Premio Bancarella è un premio letterario nato nel 1953 a Mulazzo, all'ombra della Torre di Dante Alighieri ed in seguito trasferito nella vicina città di Pontremoli, in Toscana. 

## Storia
Il Premio Bancarella nasce nel 1952 a Mulazzo, dalla secolare tradizione dei librai ambulanti pontremolesi, originari dell’alta Lunigiana, emigrati in tutta Italia. Questi venditori, dotati di un eccezionale fiuto editoriale, portavano cultura nei paesi vendendo libri popolari a basso costo. Col tempo, da ambulanti divennero librai stabili e persino editori, diffondendosi in numerose città italiane. 
Il primo raduno simbolico avviene nel ‘52, con la partecipazione di editori, scrittori e politici, culminando nel giuramento annuale a Pontremoli. Il Bancarella, gestito esclusivamente dai librai, premia il libro più venduto e amato dai lettori, senza giurie accademiche. Hemingway fu il primo vincitore nel 1953, seguito da altri Nobel come Pasternak e Singer. 
Il Premio Bancarella si distingue dagli altri premi letterari per il legame diretto tra librai e pubblico.

## Svolgimento
Si tiene ogni anno il penultimo sabato o domenica di luglio. Una prima selezione stabilisce i sei libri finalisti a cui viene attribuito il Premio Selezione Bancarella, da questi verrà poi scelto il vincitore assoluto, premiato nella serata finale. I vincitori ricevono una ceramica artistica raffigurante “san Giovanni di Dio”, il santo spagnolo che durante la sua vita fu a lungo venditore di libri.
Il presidente del Premio è Ignazio Landi.

## Albo d'oro
| Anno | Vincitore assoluto                | Titolo libro insignito del Premio Bancarella   | Editore               | Altri vincitori (Premio Selezione Bancarella) |
| ---- | --------------------------------- | ---------------------------------------------- | --------------------- | --- |
| 1953 | Ernest Hemingway                  | Il vecchio e il mare                           | Mondadori             | |
| 1954 | Giovannino Guareschi              | Don Camillo e il suo gregge                    | Rizzoli               | Mario Rigoni Stern, Il sergente nella neve, Giulio Einaudi Editore Pierre La Mure, Moulin Rouge, Aldo Martello Editore Giovanni Papini, Il diavolo, Vallecchi |
| 1955 | Hervé Le Boterf                   | Lo spretato                                    | Aldo Martello Editore | Anna Frank, Diario di Anna Frank, Giulio Einaudi Editore Caryl Chessman, Cella 2455, Rizzoli Mario Soldati, Le lettere da Capri, Garzanti John Steinbeck, La valle dell'Eden, Mondadori Françoise Sagan, Bonjour tristesse, Longanesi & C.                                                                                       |
| 1956 | Han Suyin                         | L'amore è una cosa meravigliosa                | Bompiani              | Pierre Daninos, Il carnet del maggiore Thompson, Elmo Morton Thompson, Nessuno resta solo, Enrico dall'Oglio Editore |
| 1957 | Werner Keller                     | La Bibbia aveva ragione                        | Garzanti              | |
| 1958 | Boris Leonidovič Pasternak        | Il dottor Živago                               | Feltrinelli           | |
| 1959 | Heinrich Gerlach                  | L'armata tradita                               | Garzanti              | |
| 1960 | Bonaventura Tecchi                | Gli egoisti                                    | Bompiani              | |
| 1961 | André Schwarz Bart                | L'ultimo dei giusti                            | Feltrinelli           | |
| 1962 | Cornelius Ryan                    | Il giorno più lungo                            | Garzanti              | |
| 1963 | Paolo Caccia Dominioni            | Alamein 1933-1962                              | Longanesi             | |
| 1964 | Giulio Bedeschi                   | Centomila gavette di ghiaccio                  | Mursia                | |
| 1965 | Luigi Preti                       | Giovinezza, giovinezza...                      | Mondadori             | |
| 1966 | Vincenzo Pappalettera             | Tu passerai per il camino                      | Mursia                | |
| 1967 | Indro Montanelli, Roberto Gervaso | L'Italia dei comuni                            | Rizzoli               | |
| 1968 | Isaac Bashevis Singer             | La famiglia Moskat                             | Longanesi             | |
| 1969 | Peter Kolosimo                    | Non è terrestre                                | Sugar                 | |
| 1970 | Oriana Fallaci                    | Niente e così sia                              | Rizzoli               | |
| 1971 | Enzo Biagi                        | Testimone del tempo                            | SEI                   | |
| 1972 | Alberto Bevilacqua                | Il viaggio misterioso                          | Rizzoli               | |
| 1973 | Roberto Gervaso                   | Cagliostro                                     | Rizzoli               | |
| 1974 | Giuseppe Berto                    | Oh, Serafina!                                  | Rusconi               | |
| 1975 | Susanna Agnelli                   | Vestivamo alla marinara                        | Mondadori             | |
| 1976 | Carlo Cassola                     | L'antagonista                                  | Rizzoli               | |
| 1977 | Giorgio Saviane                   | Eutanasia di un amore                          | Rizzoli               | Mino Reitano, Oh, Salvatore! (Romanzo milanese), Virgilio |
| 1978 | Alex Haley                        | Radici                                         | Rizzoli               | |
| 1979 | Massimo Grillandi                 | La contessa di Castiglione                     | Rusconi               | |
| 1980 | Maurice Denuzière                 | Louisiana                                      | Rizzoli               | |
| 1981 | Sergio Zavoli                     | Socialista di Dio                              | Mondadori             | |
| 1982 | Gary Jennings                     | L'azteco                                       | Rizzoli               | Gina Lagorio, La spiaggia del lupo, Garzanti |
| 1983 | Renato Barneschi                  | Vita e morte di Mafalda di Savoia a Buchenwald | Rusconi               | |
| 1984 | Luciano De Crescenzo              | Storia della filosofia greca. I presocratici   | Mondadori             | Piero Angela, La macchina per pensare (Alla scoperta del cervello), Garzanti Dino Grandi, 25 luglio quarant'anni dopo, Il Mulino Vittorio Schiraldi, Siciliani si nasce, Rusconi Sveva Casati Modignani, Saulina, il vento del passato, Sperling & Kupfer Stefano Benni, Terra!, Feltrinelli                                     |
| 1985 | Giulio Andreotti                  | Visti da vicino III                            | Rizzoli               | Guglielmo Zucconi, La smortina, Camunia Francesco Albertoni, L'amicizia, Garzanti Giuseppe Pederiali, Il drago nella fumana, Rusconi Gesualdo Bufalino, Argo il cielo, Sellerio Marina Lante della Rovere, I miei primi quarant'anni, Sperling & Kupfer                                                                          |
| 1986 | Pasquale Festa Campanile          | La strega innamorata                           | Bompiani              | Dominique Lapierre, La città della gioia, Mondadori Richard Bach, Un ponte sull'eternità, Rizzoli Erich Segal, La classe, De Agostini Pier Luigi Zampetti, Il vangelo di mia mamma, Rusconi Milan Kundera, L'insostenibile leggerezza dell'essere, Adelphi                                                                       |
| 1987 | Enzo Biagi                        | Il boss è solo                                 | Mondadori             | Luca Goldoni, La tua Africa, Rizzoli |
| 1988 | Cesare Marchi                     | Grandi peccatori Grandi cattedrali             | Rizzoli               | Michail Gorbaciov, Perestrojka, Mondadori Giampaolo Pansa, Lo sfascio, Sperling & Kupfer Rita Levi Montalcini, Elogio dell'imperfezione, Garzanti Stefano Benni, Il bar sotto il mare, Feltrinelli Leonardo Sciascia, Porte aperte, Adelphi                                                                                      |
| 1989 | Umberto Eco                       | Il pendolo di Foucault                         | Bompiani              | Roberto Calasso, Le nozze di Cadmo e Armonia, Adelphi Giulio Cisco, La patria riconoscente, Camunia Stephen Hawkingh, Dal big bang ai buchi neri, Rizzoli Sveva Casati Modignani, Donna d'onore, Sperling & Kupfer Gianfranco Venè, Mille lire al mese, Mondadori                                                                |
| 1990 | Vittorio Sgarbi                   | Davanti all'immagine                           | Rizzoli               | Gabriel Garcia Marquez, Il generale nel suo labirinto, Mondadori Arnaldo Bagnasco, Paoli, Muzzio Francesco Guccini, Croniche epifaniche, Feltrinelli Adriana Zarri, Dodici lune, Camunia |
| 1991 | Antonio Spinosa                   | Vittorio Emanuele III. L'astuzia di un re      | Mondadori             | Oriana Fallaci, Inshallah, Rizzoli Raffaele Nigro, La baronessa dell'uliveto, Camunia Isabel Allende, Eva Luna racconta, Feltrinelli Laura Grimaldi, La colpa, Leonardo Ennio Di Francesco, Un commissario, Marietti |
| 1992 | Alberto Bevilacqua                | I sensi incantati                              | Mondadori             | Luigi Pintor, Servabo, Bollati-Boringieri Fabrizio Del Noce, Bagdad, Rai-Eri Gene Gnocchi, Una lieve imprecisione, Garzanti Bruno Musso, Il ritorno di Adamo, Marietti Luca Goldoni, Maria Luigia, donna in carriera, Rizzoli |
| 1993 | Carmen Covito                     | La bruttina stagionata                         | Bompiani              | Isabel Allende, Il piano infinito, Feltrinelli Sebastiano Vassalli, Marco e Mattio, Einaudi Michael Crichton, Sol Levante, Garzanti Noah Gordon, Lo sciamano, Rizzoli John Grishan, Il rapporto Pelikan, Mondadori |
| 1994 | John Grisham                      | Il cliente                                     | Mondadori             | Paolo Maurensig, La variante di Luneburg, Adelphi Francesca Sanvitale, Il figlio dell'impero, Einaudi Robert James Waller, I ponti di Madison Country, Frassinelli Romano Battaglia, Cielochiaro, Rizzoli Paolo Mosca, Lifting al cuore, Rusconi                                                                                 |
| 1995 | Jostein Gaarder                   | Il mondo di Sofia                              | Longanesi             | |
| 1996 | Stefano Zecchi                    | Sensualità                                     | Mondadori             | |
| 1997 | Giampaolo Pansa                   | I nostri giorni proibiti                       | Sperling & Kupfer     | |
| 1998 | Paco Ignacio Taibo II             | Senza perdere la tenerezza                     | il Saggiatore         | |
| 1999 | Ken Follett                       | Il martello dell'Eden                          | Mondadori             | |
| 2000 | Michael Connelly                  | Il ragno                                       | Piemme                | |
| 2001 | Andrea Camilleri                  | La gita a Tindari                              | Sellerio editore      | |
| 2002 | Federico Audisio di Somma         | L'uomo che curava con i fiori                  | Piemme                | |
| 2003 | Alessandra Appiano                | Amiche di salvataggio                          | Sperling & Kupfer     | |
| 2004 | Bruno Vespa                       | Il cavaliere e il professore                   | RAI Eri/Mondadori     | Alberto Cavanna, Bacicio do Tin, Mursia Francesca Duranti, L'ultimo viaggio della Canaria, Marsilio Giovanni Reale, Radici culturali e spirituali dell'Europa, Raffaello Cortina Editore Valeria Montaldi, Il Signore del falco, Piemme Paola Mastracola, Una barca nel bosco, Guanda                                            |
| 2005 | Gianrico Carofiglio               | Il passato è una terra straniera               | Rizzoli               | Maja Lundgren, Pompei, Mursia Guido Cervo, L'onore di Roma, Piemme Lorenzo Licalzi, Il privilegio di essere un guru, Fazi Ron McLarty, Sognavo di correre lontano, Sperling & Kupfer Alicia Giménez Bartlett, Un bastimento carico di riso, Sellerio                                                                             |
| 2006 | Andrea Vitali                     | La figlia del podestà                          | Garzanti              | Pietrangelo Buttafuoco, Le uova del drago, Mondadori Massimo Carlotto, Marco Videtta, Nordest, Edizioni e/o Claudio Paglieri, Domenica nera, Piemme Alessandra Montrucchio, Non riattaccare, Marsilio Matilde Asensi, Icobus, Sonzogno                                                                                           |
| 2007 | Frank Schätzing                   | Il diavolo nella cattedrale                    | Nord                  | Carlo Sgorlon, Lo stambecco bianco, Gremese Concita De Gregorio, Una madre lo sa, Mondadori Bruno Gambarotta, Il Codice Gianduiotto, Morganti Anthony Flacco, La danzatrice bambina, Piemme Valeria Montaldi, Il monaco inglese, Rizzoli                                                                                         |
| 2008 | Valerio Massimo Manfredi          | L'armata perduta                               | Mondadori             | Andrej Longo, Dieci, Adelphi Torsten Krol, Callisto, ISBN Christiana Ruggeri, La lista di carbone, Mursia Harry Bernstein, Il muro invisibile, Piemme Ronan Bennet, Zugzwang mossa obbligata, Ponte alle Grazie |
| 2009 | Donato Carrisi                    | Il suggeritore                                 | Longanesi             | Gaetano Amato, Il testimone, Curcio Alfio Caruso, Willy Melodia, Einaudi Delphine de Vigan, Gli effetti secondari dei sogni, Mondadori Lorenzo Licalzi, Sette uomini d’oro, Rizzoli Marco Malvaldi, Il gioco delle tre carte, Sellerio                                                                                           |
| 2010 | Elizabeth Strout                  | Olive Kitteridge                               | Fazi                  | Mimmo Gangemi, Il giudice meschino, Einaudi Federica Bosco, S.O.S. Amore, Newton Compton Vauro, La scatola dei calzini perduti, Piemme Rosa Mogliasso, L’assassino qualcosa lascia, Salani Bill James, Confessione, Sellerio |
| 2011 | Mauro Corona                      | La fine del mondo storto                       | Mondadori             | Alberto Cavanna, A piccoli colpi di remo, Arte Navale Alessandro Barbero, Lepanto, Laterza Claudio Fracassi, Il romanzo dei Mille, Mursia Andrea Frediani, Dictator. Il trionfo di Cesare, Newton Compton Franco Di Mare, Non chiedere perché, Rizzoli                                                                           |
| 2012 | Marcello Simoni                   | Il mercante di libri maledetti                 | Newton Compton        | Marco Buticchi, La voce del destino, Longanesi Luca Mercalli, Un piano per salvarci - Prepariamoci, Chiarelettere Davide Enia, Così in terra, Dalai Alessandro Perissinotto, Semina il vento, Piemme Björn Larsson, I poeti morti non scrivono gialli, Iperborea                                                                 |
| 2013 | Anna Premoli                      | Ti prego lasciati odiare                       | Newton Compton        | Ugo Moriano, L'ultimo sogno longobardo, Coedit M.J. Heron, Implosion, De Agostini Maurizio De Giovanni, Vipera, Einaudi Bruno Morchio, Il profumo delle bugie, Garzanti Vanna De Angelis, Il bambino con la fionda, Piemme |
| 2014 | Michela Marzano                   | L'amore è tutto: è tutto ciò che so dell'amore | UTET                  | Ronald H. Balson, Volevo solo averti accanto, Garzanti Alberto Custerlina, All’ombra dell’Impero, Baldini & Castoldi Albert Espinosa, Braccialetti rossi - Il mondo giallo, Salani Chiara Gamberale, Per dieci minuti, Feltrinelli Veit Heinichen, Il suo peggior nemico, Edizioni e/o                                           |
| 2015 | Sara Rattaro                      | Niente è come te                               | Garzanti              | Enrico Ianniello, La vita prodigiosa di Isidoro Sifflotin, Feltrinelli Mallock, I volti di Dio, Edizioni e/o Giulio Massobrio, Rex, Bompiani Paolo Roversi, Solo il tempo di morire, Marsilio Simona Sparaco, Se chiudo gli occhi, Giunti                                                                                        |
| 2016 | Margherita Oggero                 | La ragazza di fronte                           | Mondadori             | Roberto Costantini, La moglie perfetta, Marsilio Lorenzo Licalzi, L’ultima settimana di settembre, Rizzoli Lucinda Riley, Le sette sorelle. Ally nella tempesta, Giunti Alberto Cavanna, La nave delle anime perdute, Cairo Gesuino Némus, La teologia del cinghiale, Elliot                                                     |
| 2017 | Matteo Strukul                    | I Medici. Una dinastia al potere               | Newton Compton        | Cristina Caboni, Il giardino dei fiori segreti, Garzanti Alessandro Barbaglia, La Locanda dell'Ultima Solitudine, Mondadori Valeria Benatti, Gocce di veleno, Giunti Jung-myung Lee, La guardia, il poeta e l'investigatore, Sellerio Lorenzo Marone, Magari domani resto, Feltrinelli                                           |
| 2018 | Dolores Redondo                   | Tutto questo ti darò                           | DeA Planeta           | Guido Marangoni, Anna che sorride alla pioggia, Sperling & Kupfer Marco Consentino, Domenico Dodaro, Luigi Panella, I fantasmi dell’impero, Sellerio Jessica Fellowes, L’assassinio di Florence Nightingale Shore, Neri Pozza Dario Correnti, Nostalgia del sangue, Giunti Paolo Rumiz, La regina del silenzio, La nave di Teseo |
| 2019 | Alessia Gazzola                   | Il ladro gentiluomo                            | Longanesi             | Elisabetta Cametti, Dove il destino non muore, Cairo Tony Laudadio, Preludio a un bacio, NN Editore Marino Magliani, Prima che te lo dicano altri, Chiarelettere Marco Scardigli, Évelyne, Interlinea Giampaolo Simi, Come una famiglia, Sellerio                                                                                |
| 2020 | Angela Marsons                    | Le verità sepolte                              | Newton Compton        | Stefano Ardito, Alpini. Una grande storia di guerra e di pace, Corbaccio Francesco Carofiglio, L’estate dell’incanto, Piemme Desirèe Cognetti, Una storia che parla di te, DeA Planeta Franco Faggiani, Il guardiano della collina dei ciliegi, Fazi Editore Piernicola Silvis, Gli illegali, SEM                                |
| 2021 | Ema Stokholma                     | Per il mio bene                                | HarperCollins         | Marino Bartoletti, La cena degli dei, Gallucci Andrea Bigalli, Tomaso Montanari, Arte è liberazione, Gruppo Abele Luca Di Fulvio, La ballata della città eterna, Rizzoli Marina Marazza, Io sono la strega, Solferino Livia Sambrotta, Non salvarmi, SEM                                                                         |
| 2022 | Stefania Auci                     | L'inverno dei leoni                            | Nord                  | Paolo Roversi, Black Money, SEM Roberto Tiraboschi, Il rospo e la badessa. Venetia 1172, e/o Niccolò Palombini, Io non ho più paura, Newton Compton Melania Soriani, Bly, Mondadori Luigi Panella, Nel nome di Dio, Rizzoli |
| 2023 | Francesca Giannone                | La portalettere                                | Nord                  | Bea Buozzi, L’anno delle parole ritrovate, Morellini Davide Cossu, Il Quinto Sigillo, Newton Compton Massimo Cotto, Il re della memoria, Gallucci Federica De Paolis, Le distrazioni, HarperCollins Sandro Neri, Gaber, Hoepli                                                                                                   |
| 2024 | Aurora Tamigio                    | Il cognome delle donne                         | Feltrinelli           | Valeria Galante, La casa delle sirene, Mondadori Marilù Oliva, L’Iliade cantata dalle dee, Solferino Franco Faggiani, L’inventario delle nuvole, Fazi Emanuela Anechoum, Tangerinn, e/o Daniele Pasquini, Selvaggio Ovest, NN Editore                                                                                            |
| 2025 | Milena Palminteri                 | Come l'arancio amaro                           | Bompiani              | Paola Jacobbi, Luisa, Sonzogno Luca Mercadante, La fame del Cigno, Sellerio Gianni Oliva, Il pendio delle noci, Mondadori Martina Pucciarelli, Il Dio che hai scelto per me, HarperCollins Guido Rodriguez, La ragazza con la gonna a fiori, Morellini                                                                           |

### Case editrici degli autori vincitori
Benché il Premio sia assegnato all'autore o all'autrice del libro e non al suo editore, la seguente tabella sintetizza il numero dei libri vincitori per casa editrice di appartenenza al momento della vittoria.
| Casa editrice          | Numero di libri premiati | Anno dell'ultima premiazione |
| ---------------------- | ------------------------ | ---------------------------- |
| Mondadori              | 15                       | 2016                         |
| Rizzoli                | 14                       | 2005                         |
| Bompiani               | 6                        | 2025                         |
| Garzanti               | 5                        | 2015                         |
| Longanesi              | 5                        | 2019                         |
| Newton Compton Editori | 4                        | 2020                         |
| Nord                   | 3                        | 2023                         |
| Rusconi                | 3                        | 1983                         |
| Feltrinelli            | 3                        | 2024                         |
| Mursia                 | 2                        | 1966                         |
| Piemme                 | 2                        | 2002                         |
| Sperling & Kupfer      | 2                        | 2003                         |
| HarperCollins          | 1                        | 2021                         |
| DeA Planeta            | 1                        | 2018                         |
| Fazi                   | 1                        | 2010                         |
| Il Saggiatore          | 1                        | 1998                         |
| Aldo Martello Editore  | 1                        | 1955                         |
| SEI                    | 1                        | 1971                         |
| Sellerio               | 1                        | 2001                         |
| Sugar                  | 1                        | 1969                         |
| UTET                   | 1                        | 2014                         |

## Altre manifestazioni
Connessi al Premio Bancarella, a Pontremoli si assegnano anche il Premio Bancarellino (dal 1958) e il Premio Bancarella Sport (dal 1964); sino all'edizione del 2010 le due manifestazioni si tenevano rispettivamente a giugno il Bancarellino e a settembre il Bancarella Sport: dall'edizione del luglio 2011 il premio Bancarella Sport si assegna nella serata precedente il Bancarella, mentre il Premio Bancarellino si assegna a maggio, tramite votazione diretta dei bambini provenienti da scuole di tutta Italia. Dal 2006 si è aggiunto il Premio Bancarella della Cucina dedicato a un saggio di tema gastronomico.
All'interno del Premio Bancarella vengono inoltre presentati personaggi e opere fuori concorso che si sono distinti nel panorama culturale italiano: nell'edizione 2017 Oscar Farinetti, fondatore di Eataly, con il volume: “Ricordiamoci il futuro” (Feltrinelli), Isabella Pileri Pavesio con il Rose Noir romanzo dickensiano “Schegge di memoria” (De Ferrari), nonché il volume “Gabbie” (MdS Editore), a cura di Michele Bulzomì, Antonia Casini e Giovanni Vannozzi.